# Gastón Otreras
Gastón Otreras, vollständiger Name Oscar Gastón Otreras, (* 24. August 1985 in Quilmes) ist ein argentinischer ehemaliger Fußballspieler.

## Verein
Der 1,73 Meter große Mittelfeldspieler stammt aus der Nachwuchsmannschaft der Boca Juniors und debütierte 2006 im Profifußball bei Huracán de Tres Arroyos. Er stand mindestens seit der Clausura 2008 im Erstligakader des uruguayischen Vereins Central Español. Dort bestritt er in jener Halbserie 13 Partien in der Primera División. In den Spielzeiten 2008/09 bis 2010/11 spielte er in Mexiko beim Club Tijuana. Dort weist seine Bilanz 99 Spiele und sieben Tore in der Liga de Ascenso aus. In der Apertura 2011 stand er sodann in Montevideo bei Bella Vista unter Vertrag und spielte 15-mal in der Ersten Liga (ein Tor) sowie zweimal in der Copa Sudamericana. Seine nächste Karrierestation war von Dezember 2011 bis August 2012 CF La Piedad in Mexiko. Dorthin war er für sechs Monate auf Leihbasis gewechselt. Vertragspartner der Ausleihe war der Club Tijuana. Sieben weitere Spiele (kein Tor) in der Liga de Ascenso stehen hier für ihn zu Buche. Ein zweites Mal in seiner Karriere schloss er sich nun Central Español an und kam in der Apertura 2012 elfmal in der Primera División zum Zuge. Dabei erzielte er zwei Tore. Im Januar 2013 führte sein Weg nach Argentinien zum Club Atlético Aldosivi in die Primera B Nacional. Dort kam er achtmal in der Liga zum Einsatz (kein Tor). Zur Spielzeit 2013/14 wechselte er erneut nach Uruguay zu Juventud in die Primera División. In der Apertura 2013 absolvierte er zwölf Spiele und erzielte vier Treffer. In der Clausura 2014 sind dort keine weiteren Einsätze für ihn verzeichnet. Im August 2014 wurde er als Neuzugang beim chilenischen Klub Unión San Felipe präsentiert. 2015 bestritt er bislang (Stand: 8. August 2016) 14 Ligaspiele (kein Tor) für den argentinischen Verein Club Atlético Fénix in der Primera B Metropolitana.